# Вноровский-Мищенко, Борис Устинович
Борис Устинович Вноровский-Мищенко (1881 — 23 апреля 1906, Москва) — террорист, участник революционного движения в Российской империи в начале XX века.

## Семья
Борис Вноровский-Мищенко происходил из дворянской семьи. Брат — Владимир (род. ок. 1879) принимал деятельное участие в происходивших в Москве в 1902 году студенческих беспорядках, в связи с чем был исключен из Московского университета, участвовал в покушении на Дубасова. Жена Владимира, Маргарита Грунди, также состояла в Боевой организации. После неудачного покушения на генерала Каульбарса, супруги выехали за границу.

## Биография
Борис, как и брат, обучался в Императорском Московском университете до 1905 года, когда он окончательно влился в революционное движение. Осенью 1905 года он участвовал в создании Летучего боевого отряда, содействовал побегу из минской тюрьмы террористки Екатерины Измайлович и помог ей организовать покушение на адмирала Г.П. Чухнина. В начале 1906 года Борис Вноровский вступил в Боевую организацию эсеров.
Из воспоминаний Бориса Савинкова:
Я увидел перед собою очень красивого, широкоплечего молодого человека, с густыми черными с проседью волосами и задумчивыми светлыми глазами. <...> Он говорил мало, только отвечая на прямые мои вопросы. В его наружности было много общего со Швейцером и Зильбербергом: небольшой рост, широкие плечи, черные волосы и светлые глаза. Так же, как и они, он был молчалив и сдержанно спокоен. <....> Он показался мне спокойным, сильным и смелым. В его лице мы приобретали первоклассного работника.

### Покушение на Дубасова
Весной 1906 года Боевая организация готовила убийство московского губернатора Федора Васильевича Дубасова. Покушение неоднократно откладывалось: теракт планировалось провести 2, 3 марта, затем — 24, 25, 26 марта, когда к заговорщикам присоединился брат Бориса, Владимир Вноровский. 23 апреля Дубасов был должен присутствовать на богослужении в Кремле. Накануне покушения химик БО по прозвищу «Семен Семенович» заявил, что часть динамита испортилась и оставшегося хватит на изготовление всего лишь двух бомб. Хотя покушение с использованием двух метальщиков было рискованным, решено было не откладывать покушение. Террористы перекрыли: Борис Вноровский — Тверскую улицу, Владимир — Троицкие ворота, второй метальщик Шиллеров — Боровицкие.
«23 апреля 1906 года в городе Москве было совершено покушение на жизнь московского генерал-губернатора, генерал-адъютанта, вице-адмирала Дубасова. В первом часу дня, когда он вместе с сопровождавшим его корнетом Приморского драгунского полка гр[афом] Коновницыным подъезжал в коляске к генерал-губернаторскому дому на Тверской площади, какой-то человек в форме флотского офицера, пересекавший площадь по панели против дома, бросил в экипаж на расстоянии нескольких шагов конфетную, судя по внешнему виду, фунтовую коробку, обернутую в бумагу и перевязанную ленточкой. Упав под коляску, коробка произвела оглушительный взрыв, поднявший густое облако дыму и вызвавший настолько сильное сотрясение воздуха, что в соседних домах полопались стекла и осколками своими покрыли землю. Вице-адмирал Дубасов, упавший из разбитой силой взрыва коляски на мостовую, получил неопасные для жизни повреждения, гр[аф] Коновницын был убит. Кучер Птицын, сброшенный с козел, пострадал сравнительно легко, а также были легко ранены осколками жести несколько человек, находившихся близ генерал-губернаторского дома. Злоумышленник, бросивший разрывной снаряд, был найден лежащим на мостовой, около панели, с раздробленным черепом, без признаков жизни. Впоследствии выяснилось, что это был дворянин Борис Вноровский-Мищенко, 24 лет, вышедший в 1905 г. из числа студентов императорского московского университета».
В результате покушения Борис Вноровский и адъютант граф Коновницын погибли на месте, а Дубасов был лишь легко ранен.